# Велики еснафски дом
Велики еснафски дом (лат. Lielā Ģilde) је грађевина у Риги, престоници Летоније.
Еснаф су основали 1354. године трговци у Риги и он је вршио монопол у граду све до 19. века. Светац заштитник је била Света Марија. Оригинални делови зграде из 14. века још се могу видети у облику стубова. Данашња грађевина сазидана је између 1854. и 1857. године, а данас је у њој смештена Летонска Филхармонија.